# 古希腊战争
随着希腊黑暗时代的结束，人口显著增加的同时也恢复了都市文化，以及古希腊城邦的兴起。这些发展迎来了古代时期（公元前800－前480年）。就在这个时候，希腊人也开始组织城邦之间的战争，比如，小规模的突袭以获得牲畜和粮食。古希腊社会的暴躁本性使得大规模的冲突不可避免。
伴随着城邦的兴起，演变出一种新的战争方式——重装方阵兵团。无法确定这种战争方式发展的精确时间，但公认来源于斯巴达人。可以追溯到公元前650年的基吉花瓶，是对当时古希腊的重装步兵的最早描述。
重装备步兵主要是从中产阶级选拔出来的公民士兵，他们武装精良并且披甲。每个士兵至少要在军队服役两年。这种密集的方阵形式下的战斗，使得士兵们能够最有效地利用他们的盔甲、大盾牌和长矛，形成一堵装甲的墙，并且把矛头指向敌人。他们是一股不可忽视的力量。
战争方式的演变，似乎主要是由来自冲突城邦的重装备步兵方阵之间的战争构成。由于士兵们是有职业的平民，因此战争受到距离、季节和规模的限制。而且任何一方都无法承担重大伤亡或者持久的战争，因此冲突似乎总是通过打一場有固定模式的戰役解决。
由于希波战争，古希腊战争的规模和范围发生了戏剧性的改变。与阿契美尼德王朝庞大的敌军作战实际上已经超出了单一城邦的力量。通过城邦联盟，希腊人获得了最终的胜利，确切的和解随着时间发生变化。战争的胜利使得资源和分散的劳动力得到了集中使用。
尽管城邦之间的结盟在这场战争之前发生过，但这次的规模是空前的。在这场冲突中，雅典和斯巴达作为大国的崛起直接导致了伯罗奔尼撒战争，也进一步造成了战争类型，策略和战术的发展。雅典和斯巴达控制着同盟城市之间的战斗，增加的人力和财力也进一步扩大了战争的规模，也导致了战争形式的多样化。这些变化大大地增加了伤亡者人数并促进了希腊社会的分裂。